# Pàtria (pel·lícula de 2017)
Pàtria, títol sencer Pàtria, la llegenda d'Otger Cataló i els 9 barons de la fama, és una pel·lícula dirigida pel català Joan Frank Charansonnet que va ser estrenada el 9 de juny de 2017.

## Repartiment
- Miquel Sitjar (Otger Cataló)
- Joan Massotkleiner (Serafí)
- Joan Frank Charansonnet (Roger Bernat d'Erill)
- Boris Ruiz (Climent de Vallcebre)
- Miquel Gelabert (Abat Ponç)
- Àngels Bassas (Dolors)
- Ali El Aziz (Abderrhaman)
- Alba López (Ersenda)
- Jordi Reverté (Galceràn de Pinòs)
- Dani Bernabé (Guerau D'Alemany)
- Elena Codó (Sicourin)
- Albert Riballó (Ahmed)
- Adrià Pujades (Lluc)

## Estrena
Està previst que el llargmetratge es projecti per primer cop el 19 de maig de 2017 al Festival Internacional de Cinema de Niça. Posteriorment també a Le Marché du Film del Festival Internacional de Cinema de Canes. La preestrena als Països Catalans es durà a terme al Festival Internacional de Cinema en Català de Roda de Berà el 5 de juny de 2017 i als Cinemes Aribau de Barcelona el 6 de juny de 2017. L'estrena va tenir lloc el 9 de juny de 2017 a 45 sales de cinema dels Països Catalans.

## Música
El film inclou la cançó Jocs de guerra de Sangtraït com un dels temes principals de la banda sonora.

## Rodatge
La pel·lícula fou rodada en diferents localitzacions del Berguedà (Serrateix i Guardiola), el Solsonès (La Valldora), el Bages (Balsareny) i l'Empordà (Requesens).

## Premis i nominacions
Premis
2017 Festival Internacional de Cinema de Niça: Millor pel·lícula de parla no anglesa.